# Giuseppe Quieti
Giuseppe Quieti (Pescara, 30 maggio 1936 – Pescara, 27 febbraio 2021) è stato un politico, giornalista e avvocato italiano, esponente della Democrazia Cristiana e già deputato.

## Biografia
Frequentò il Liceo Classico "G. D'Annunzio" di Pescara e si diplomò nell'anno scolastico 1953/54.
Laureato in Giurisprudenza (Università “La Sapienza” di Roma), fu assistente volontario alla Cattedra di Istituzioni di Diritto Pubblico della Facoltà di Economia e Commercio dell’Università degli studi “G. D’Annunzio” di Chieti-Pescara.
Fu direttore della Cassa Mutua di Malattia per gli Esercenti Attività Commerciali di Pescara dal 1961 e, successivamente, con la Riforma Sanitaria, dirigente dell’Unità Sanitaria Locale di Pescara.
Fu direttore del porto turistico “Marina di Pescara” dal 1988 al 1991 e giornalista pubblicista iscritto all'Albo dal 1983. Nel 1973 gli venne conferita l'onorificenza di Commendatore della Repubblica.

### Carriera politica
Militò nel partito della Democrazia Cristiana di Pescara di cui fu Delegato Giovanile, Dirigente Stampa e Propaganda, vice Segretario Provinciale e, dal 1973 al 1974, Segretario Provinciale.
Consigliere Comunale di Pescara ininterrottamente dal 1965 al 1993, svolse gli incarichi di Assessore all'Economato e al Contenzioso dal 1968 al 1970, Assessore ai Lavori Pubblici, Giardini e Contenzioso dal 1971 al 1975 e, ripetutamente, Capogruppo Democrazia Cristiana.
Eletto Consigliere Provinciale di Pescara nel 1975, ricoprì, in quell'ente, l’incarico di Capogruppo fino al 1976, anno in cui si è dimesso.
Fu eletto deputato alla Camera dei deputati per tre legislature (Circoscrizione Abruzzo - Collegio XX (L’Aquila)), (Gruppo della Democrazia Cristiana): 
- VII legislatura[3]: dal 5 Luglio 1976 al 19 Giugno 1979;
- VIII legislatura[4]: dal 20 Giugno 1979 al 11 Luglio 1983;
- IX legislatura[5]: dal 12 Luglio 1983 al 1 Luglio 1987.

Durante il suo mandato parlamentare fu Segretario della Commissione Industria, Commercio, Artigianato e Commercio Estero; Componente della Commissione Trasporti, della Commissione Inquirente, della Commissione Lavoro, della Commissione Partecipazioni Statali, della Commissione di Vigilanza sulla Cassa Depositi e Prestiti, della Giunta delle Elezioni e della Commissione Bicamerale di indagine sulle forniture militari.
Fu responsabile nazionale della Democrazia Cristiana per il settore Previdenziale.
Fu inoltre Consigliere di Amministrazione dell’Ospedale Civile di Pescara dal 1962 al 1974, Consigliere di Amministrazione delle Ferrovie dello Stato dal 1970 al 1972, componente della Commissione istituita presso il Ministero della Sanità per la determinazione del prezzo dei medicinali, Consigliere di Amministrazione dell’Ente Provinciale per il Turismo di Pescara (in rappresentanza della Provincia di Pescara) e Vice Presidente della Cassa di Risparmio di Pescara e Loreto Aprutino dal 1992 al 1993.
È tumulato nel cimitero di Colle Madonna, nella cappella familiare.

## Attività letteraria
Pubblicò numerosi libri: Gente di Pescara, Pescara Antica Città, Racconti dal limbo, Corso Umberto, Un altro viaggio, Un battito d’ali, Dietro le mura di Claudia, Il Conte di Ruvo, Ombre, Il Nemico del vento, Le cose che non speri, Il Duca di Castropignano e l’assedio di Pescara, Sulla via di Pescara, Storia della Democrazia Cristiana di Pescara (1944-1994), Reparto Bouganville.